# Parafia św. Pio z Pietrelciny w Ostródzie
Parafia św. Ojca Pio w Ostródzie – rzymskokatolicka parafia Dekanat Ostróda archidiecezji warmińskiej i została utworzona 1 sierpnia 2001 roku.
Od 2002 roku msze św. odprawiane są w kaplicy.
Trwa budowa dużego kościoła.
Proboszczem parafii od 2001 jest Jerzy Woliński.

## Grupy parafialne
Liturgiczna Służba Ołtarza, Krąg Biblijny, Grupa Modlitwy Ojca Pio, Służba Kościelna, Rada parafialna, Schola dziecięca "Aniołki".